# Zbogom oružje
Zbogom oružje (eng.: A Farewell to Arms) je poluautobiografski roman Ernesta Hemingwaya iz 1929. Pisan je u prvom licu, a opisuje doživljaje Frederica Henryja, Amerikanca koji kao dobrovoljac sudjeluje u talijanskog vojsci za vrijeme Prvog svjetskog rata; radnja se u velikoj mjeri oslanja na Hemingwayeva vlastita iskustva.  Bavi se problemima rata, smrti, hrabrosti i ljubavi.

## Likovi
Frederic Henry je mladi Amerikanac koji je prekinuo studij arhitekture u Rimu kako bi se pridružio talijanskog vojsci, gdje radi kao ambulantni vozač.  U rat se uključio bez nekog posebnog razloga, vjerojatno iz želje za pustolovinom, nema nikakve ideološke ili domoljubne motivacije.  Na nasilje i stradavanje koji ga okružuju većinom ne obraća pažnju i ponaša se ravnodušno.  No tokom cijele priče pije velike količine alkohola.  Ima i neobičan odnos prema religiji: iako kaže da nije religiozan, blizak je s vojnim svećenikom, a u teškim trenutcima se okreće i molitvi.
Catherine Barkley je britanska bolničarka s kojom se Frederic upušta u ljubavnu vezu.  Njezin lik bazira se na stvarnoj ličnosti, bolničarki Hannah Agnes von Kurowsky, koju je Hemingway upoznao u Milanu.  Razvojem radnje, Catherine i Frederic se vrlo zbližavaju i zajedno funkcioniraju gotovo poput cjeline, a njihovi razgovori služe kao sredstvo kojim Hemingway iznosi svoja razmišljanja o životu.

## Radnja
Radnja je smještena na talijansko-austrijsko bojište, 1917. godine.  Frederic radi kao ambulantni vozač i većinu vremena nije izravno izložen opasnosti.  Na terenu upoznaje britansku bolničarku Catherine s kojom se upušta u, ispočetka površnu, ljubavnu vezu.  Za vrijeme jedne bitke kod Soče, rovovska granata mu zadaje tešku ozljedu noge, a vrijeme oporavka, u ljeto 1917., provodi u bolnici gdje radi i Catherine.  Njihov odnos se razvija, a Catherine ostaje trudna.  
Krajem ljeta Frederic se vraća u službu i odlazi na bojište kod Gorice, gdje talijanska vojska doživljava poraz i prisiljena je na povlačenje.  Za vrijeme povlačenja svjedoči egzekucijama viših časnika od strane njihovih kolega nezadovoljnih ishodom bitke.  Zbog stranog naglaska, Frederica sumnjiče da je njemački špijun, a smrt izbjegava u zadnji trenutak, bacajući se u rijeku.  
Razočaran, odlučuje napustiti vojsku i odlazi k Catherine u Stresu.  Da bi izbjegao uhićenje zbog dezertiranja, s njom bježi u Švicarsku, veslajući preko Lago Maggiorea.  Odlučuju provesti neko vrijeme odmarajući u unajmljenoj kolibi.  U ožujku 1918. preseljavaju u Lausannu jer se bliži vrijeme Catherininog poroda.  Porod je kompliciran i zahtjeva carski rez; dijete se rađa mrtvo, a zbog krvarenja ubrzo umire i Catherine.  Roman završava kada Frederic, razočaran i očajan, napušta bolnicu.

## Ekranizacije
- 1932. A Farewell to Arms: Režija: Frank Borzage; Glavne uloge: Helen Hayes, Gary Cooper i Adolphe Menjou.
- 1957. A Farewell to Arms: Režija: Charles Vidor i John Huston; Glavne uloge: Jennifer Jones, Rock Hudson i Vittorio De Sica.
- 1996. In Love and War: Režija: Richard Attenborough; Glavne uloge: Chris O'Donnell i Sandra Bullock.  (Biografski film, oslanja se na Hemingwayeve doživljaje.)

## Vanjske poveznice
- A Farewell to Arms (1932) u internetskoj bazi filmova IMDb-a
- A Farewell to Arms (1957) u internetskoj bazi filmova IMDb-a
- In Love and War u internetskoj bazi filmova IMDb-a